# ロンバルディア級防護巡洋艦
ロンバルディア級防護巡洋艦 (Classe Lombardia) とはイタリア海軍が第一次世界大戦前に建造した防護巡洋艦の艦級である。

## 概要
本級は前型「ドガリ」の改良型として造船士官エドアルド・マズデアの手により海外での植民地警備を行うために設計され、1893年から1901年にかけて一挙7隻を建造されたクラスである。

## 艦形

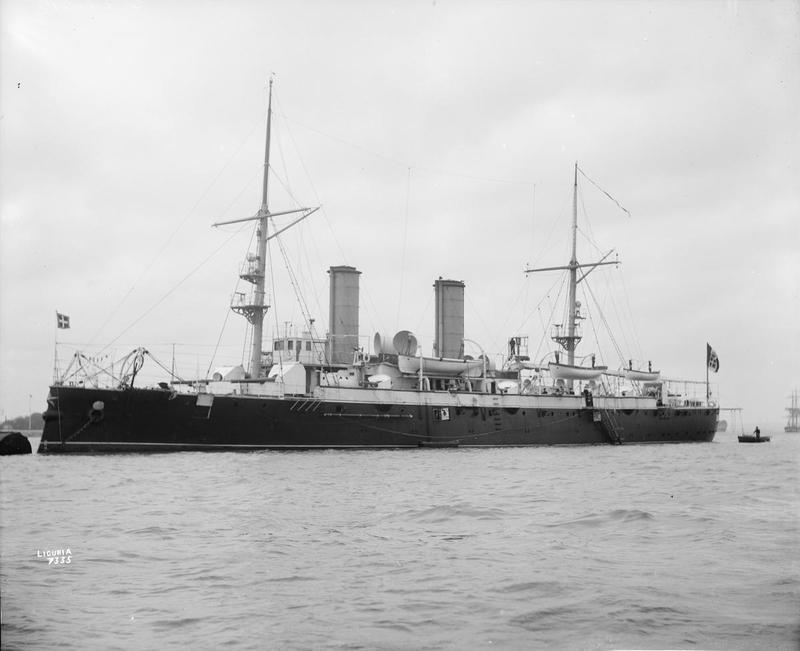
1899年に撮影された「リグーリア」。

本級の船体は乾舷の低い平甲板型船体である。艦の構造を前部から記述すると、水面下に衝角の付いた艦首から水線上部に45.7cm魚雷発射管が単装で1門を内蔵した。艦首甲板上には前部マストが立ち、それを跨ぐように主武装の15.2cm（32口径）速射砲が防盾の付いた単装砲架で並列配置で1番・2番主砲2基が前部に配置された。
その後方に両脇に船橋を持つ操舵艦橋が配置され、船体中央部に2本煙突が立つ。その周囲には煙管型の通風塔が立ち並び、空いた場所は艦載艇置き場となっており、艦載艇は2本1組のボート・ダビットが片舷2組で計4組により運用された。

1909年に撮影された「エトルリア」。

左右の舷側に張りだしが三か所設けられ、そこに副砲である12cm速射砲が防盾の付いた単装砲架で等間隔に片舷3基ずつ計6基が配置された。後部見張所と後部マストで上部構造物が終了し、その下の後部甲板上に3番・4番2番主砲が並列配置で2基ずつで計4基配置された。また、1905年に主砲15.2cm速射砲を2門減じ、替わりに12cm速射砲を2門増設した。
本級のうち「カラブリア」のみ艦形が異なり、ろくな整備施設の無い植民地で運用するために艦底部には牡蠣や海草の付着を防ぐために亜鉛板が貼られ、3本マストと1本煙突で主砲も15.2cm（40口径）速射砲となっており外観が異なっていた。

## 同型艦
- ロンバルディア（Lombardia）
- カラブリア (Calabria)
- エルバ (Elba)
- エトルリア (Etruria)
- リグーリア (Liguria)
- プーリア (Puglia)
- ウンブリア (Umbria)

## 参考図書
- 「世界の艦船増刊 イタリア巡洋艦史」（海人社）
- 「Conway All The World's Fightingships 1860-1905」（Conway）